# Свіяга
Свіяга (тат. Zöyä yılğası, чув. Сĕве, лукомар. Сӱйэ вӱд) — річка в Ульяновській області і Татарстані, права притока Волги. Довжина — 375 км, сточище — 16 700 км ². Ширина 5 — 40 м, глибина 0,3 — 4,0 м, швидкість течії 0,1 — 1 м / с.
Річка бере початок на східному схилі Приволзької височини, тече з півдня на північ паралельно Волзі, впадає в Свіязьку затоку Куйбишевського водосховища. Живлення переважно снігове. Середня витрата води за 26 км від гирла — 34 м³/с. Замерзає в листопаді — на початку грудня, розкривається в квітні. У Свіяги живуть різноманітні види риб: щука, окунь, судак, карась, лящ, плоскирка, плотва, краснопірка, верховодка, сом, короп.. В нижній течії річки рибалка продуктивніше і екологічно безпечніше, ніж у верхів'ях.
У 50-і роки річка використовувалася для будівництва малих ГЕС, серед яких найвідоміші Деушевська, Кіятська. У Свіяги в межі Ульяновська відзначено значні перевищення ГДК по нафтопродуктах і фенолу. Внаслідок чого купання у Світязі у місті заборонено.

## Гідронім
«Свіяга» походить від тюркського «сі» або «су» — «вода», і «ага» — «текти»: тобто «текуча вода». За іншою версією «Свіяга» в російських говорах XIV століття — «дика качка» або ж від слова «звити», «витися».

## Притоки
- Аря
- Була
- Карла
- Кубня
- Тоша

## Населені пункти
- Ульяновськ
- Ішеєвка
- Буїнськ
- Апастово (селище)
- Свиязьк (село)
- Деушево (селище)